# Lojalisti (Ameriška vojna za neodvisnost)
Lojalisti so bili severnoameriški kolonialisti, ki so med ameriško vojno za neodvisnost ostali zvesti britanski kroni. Imenovali so jih tudi kraljevi možje ali rojalisti ali torijci. Tisti, ki so se iz Amerike preselili v Kanado, so se imenovali lojalisti Združenega kraljestva (angleško United Empire Loyalists. Njihovi severnoameriški tekmeci so bili patrioti, ameriški državljani, ki so podpirali revolucijo.
Številni zgodovinarji pravijo, da je bilo število lojalistov v Ameriki okoli 100.000, kar bi predstavljalo 5 % ameriškega prebivalstva v tistem času.

## Lojalisti v vojnem času
Od 4. julija 1776 so patrioti nadzorovali celotno ozemlje in prebivalstvo vseh Trinajstih kolonij, ki so se odcepile od britanske kraljeve oblasti. George Washington je rekel, da ni prostora za izkazovanje lojalnosti stari vladi in da so vsi Američani dolžni biti domoljubi.
Vendar so se Britanci vrnili septembra 1776 in zavzeli New York in Long Island, ki so ju držali do leta 1783. Postopoma so Britanci in lojalisti začeli nadzorovati mesta kot so bila Boston (1775-76) [Filadelfija]] (1777), Savannah (1778-83) in Charleston (1780-82). Ker pa je 90 odstotkov ljudi takrat živelo zunaj mest so imeli patrioti 85-90% ljudi pod svojo kontrolo.
Američani so odstranili vse lojalistične guvernerje in jim niso dovolili udeležbe v vladi. Prav tako je prihajalo do zaplembe premoženja lojalistom, zapornim kaznim in izgonom.

## Lojalizem v Kanadi
V Kanadi so bili aktivni ameriški patriotski agenti, zlasti John Brown skupaj z kanadsko-ameriškim trgovcem Thomasom Walkerjem. Pozimi 1774–75 je John Brown zbral večje število ljudi, ki so se pridružili patriotski stvar.
A po drugi strani se večina prebivalstva Kanade, ki se sicer ni želela pridružiti britanski vojski, ki so jo Britanci oblikovali zaradi ameriške invazije na Kanado, po drugi strani  tudi ni podpirala ameriško revolucijo, ampak so želeli ostali nevtralni.
Francosko govoreči Kanadčani kot katoliki niso zaupali protestantskim patriotom iz Nove Anglije, kateri so bili do nedavnega še njihovi tradicionalni sovražniki, pa tudi Kraljevina Velika Britanija jim je pustila obširne verske pravice, tako da velikega navdušenja nad pridružitvijo revoluciji ni bilo.
Angleško govoreči Kanadčani so bili večinoma nedavni priseljenci in kot takšni bolj lojalni kroni kakor že več generacij v Severni Ameriki živeči kolonisti.
V regiji južno od Montreala, ki so jo zasedli Američani, so prebivalci z večjo vnemo podprli Američane in se jim pridružili v večjem številu.
V Novi Škotski je bilo veliko naseljencev, ki so izvirali iz Nove Anglije in so na splošno podpirali načela revolucije. Zvestoba revoluciji se je zmanjšala, ko so ameriški zasebniki napadali in ropali skupnosti Nove Škotske med vojno. Prisoten je bil tudi vpliv nedavnega priseljevanja z britanskih otokov, ki so med vojno ostali nevtralni, pritok pa je bil največji v Halifaxu.

## Črni lojalisti in sužnji
Leta 1775 je britanski guverner Virginije Dunmore pozval vse sužnje patriotskih lastnikov, naj pobegnejo in se pridružijo njegovi vojski. 3000 jih je to tudi storilo. Črni lojalisti so se borili pod geslom: »svoboda sužnjem«. Veliko število sužnjev je prebegnilo k Britancem.
Približno 5000 črncev je sodelovalo v uporniški vojski. Temnopolti sužnji, ki so sodelovali v uporniški vojski, so bili pogosto osvobojeni, kar jih je spodbudilo, da so se vse pogosteje javljali lokalni policiji kolonij, v katerih so živeli. Zelo malo svobodnih črncev je prešlo k lojalistom.
Ko se je vojna končala, so lojalisti vzeli približno 75.000 do 100.000 osvobojenih sužnjev in jih odpeljali s seboj. Odpeljali so jih v druge britanske kolonije v Zahodno Indijo in Jamajko, kjer so jih Britanci spet izkoriščali.